# Polly of the Circus (película de 1917)
Polly of the Circus es una película de drama muda estadounidense de 1917 notable como la primera película producida por Samuel Goldwyn después de fundar su estudio Goldwyn Pictures. Esta película fue protagonizada por Mae Marsh, normalmente actriz de DW Griffith, pero ahora bajo contrato con Goldwyn para una serie de películas. La película se basó en la obra de Broadway de 1907 Polly of the Circus de Margaret Mayo, protagonizada por Mabel Taliaferro. Presumiblemente, cuando MGM rehízo Polly of the Circus en 1932 con Marion Davies, todavía poseían los derechos de pantalla heredados de la fusión de 1924 por Marcus Loew de los estudios Metro, Goldwyn y Louis B. Mayer. Esta película marca la primera aparición de Slats, el león mascota de Goldwyn Pictures y (después de la fusión de la compañía en 1924) Metro-Goldwyn-Mayer. Se encontraron copias y/o fragmentos en el Dawson Film Find en 1978.

## Trama
Como se describe en una revista de cine, los padres de Polly (Marsh), una pequeña jinete, están muertos, y los artistas de circo Jim (Playter) y Toby (Eldridge) son sus patrocinadores. Una noche, mientras actuaba, Polly es arrojada de su caballo y herida. La llevan a la casa del párroco John Douglas (Steele) y el circo se ve obligado a irse sin ella. El párroco encuentra en Polly a alguien diferente a cualquiera de su rebaño, pero su gusto por el jinete del circo no agrada a los miembros de la congregación. Obligan a Polly a irse y ella vuelve a entrar en el circo, pero los pensamientos sobre el párroco la hacen infeliz. Después de un año de separación, el circo vuelve a la ciudad. Douglas no ha olvidado a su pequeña artista de circo, y una noche va a la carpa a visitarla. Ella trata de despedirlo, pero él no irá. Las carpas del circo se incendian y, en medio de la confusión y los escombros generales, Douglas y Jim llevan a Polly a un lugar seguro. En los brazos del párroco, Polly se despide de sus amigos del circo.

## Reparto
- Mae Marsh como Polly
- Vernon Steele como el Ministro John Douglas
- Charles Eldridge como Toby el Payaso
- Wellington A. Playter Como Jim Grande, Jefe Canvasman (acreditado como Wellington Playter)
- George S. Trimble Como Barker y dueño del espectáculo (acreditado como George Trimble)
- Lucille La Verne como Mandy
- Dick Lee como Hasty, su mitad menor (acreditado como Richard Lee)
- Charles Riegel como Diácono Strong
- Lucille Southerwaite como la hija del diácono  (acreditada como Lucille Satterthwaite)
- Jack B. Hollis como Diácono Elverson
- Helen Sallinger como la Sra. Elverson
- Isabel Vernon como Sallie
- Viola Compton como Jane, la viuda
- John Carr como Jim
- Stephen Carr como John
- Josie DeMott Robinson (doble de riesgo de Mae Marsh en las escenas de equitación)

## Preservación
Una vez se pensó que la película se había perdido, la última copia fue destruida en el incendio de la bóveda de MGM en 1965 . Sin embargo, se encontró una copia en medio de una colección de películas mudas enterradas en el permafrost en Dawson City, Yukón, en 1978. La copia ahora forma parte de la Biblioteca y Archivos de Canadá, Colección de la ciudad de Dawson. La película está disponible comercialmente en formato DVD.